# Ryt bizantyjski

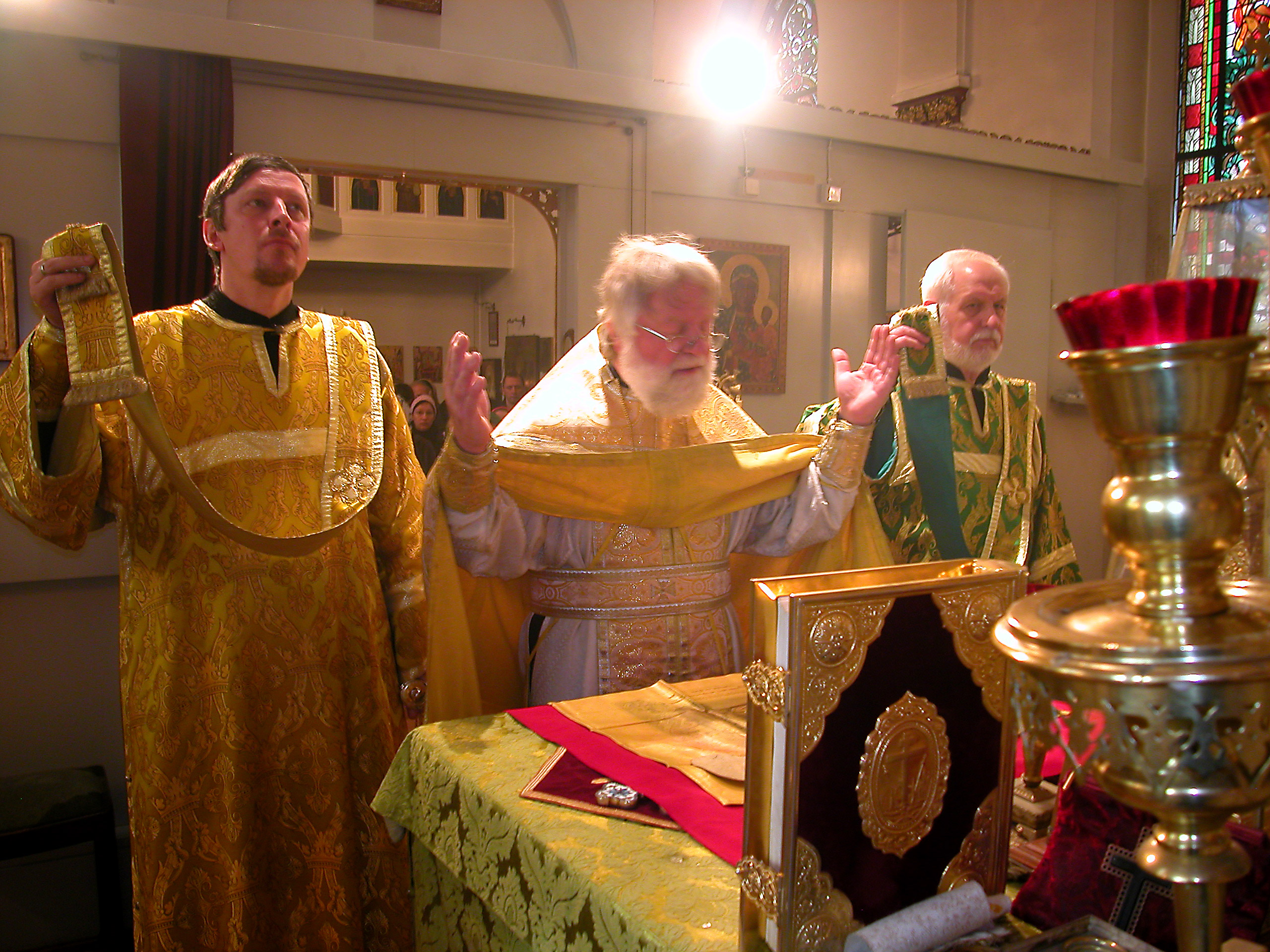
Celebrans wznoszący modlitwę eucharystyczną w rycie bizantyjskim, Cerkiew Opieki Matki Bożej, Düsseldorf.

Ryt bizantyjski, inaczej obrządek grecki – wschodni obrządek liturgiczny, rozwinięty w starożytnym patriarchacie konstantynopolitańskim.
Ryt bizantyjski oparty jest na liturgii św. Jakuba z Jerozolimy, ze zmianami wprowadzonymi przez św. Bazylego i św. Jana Chryzostoma. Ryt ten jest stosowany we wszystkich Cerkwiach prawosławnych i greckokatolickich. W liturgii można używać języków narodowych, chociaż wśród narodów słowiańskich przyjęte jest, że odprawia się ją w języku cerkiewnosłowiańskim.
W rycie bizantyjskim występuje kilka porządków sprawowania liturgii; są to m.in.:
- Liturgia św. Jakuba – używana w dzień św. Jakuba i w pierwszą niedzielę po Wielkanocy
- Liturgia św. Jana Złotoustego – zwyczajna liturgia prawosławna oraz greckokatolicka.
- Liturgia św. Bazylego Wielkiego – używana w niedziele wielkiego postu (z wyjątkiem Niedzieli Palmowej), Wielki Czwartek i Wielką Sobotę, w wigilię Bożego Narodzenia, w wigilię Epifanii i w dzień św. Bazylego (1 stycznia).
- Liturgia Uprzednio Poświęconych Darów – skodyfikowana na soborze in Trullo, odprawiana w środy i piątki wielkiego postu, a w niektórych monasterach także od poniedziałku do piątku wielkiego postu.